# Караев, Халмурад Караевич
Халмурад Караевич Караев — советский хозяйственный и политический деятель.

## Биография
Родился в 1924 году в Кизыл-Арвате. Член КПСС.
Участник Великой Отечественной войны: офицер 7-го осп
В 1950 г. — второй секретарь Кизыл-Арватского горкома КП Туркмении.
В 1955 г. — первый секретарь Красноводского горкома КП Туркмении.
В 1957—1960 гг. — первый секретарь Марыйского горкома КП Туркмении.
В 1960—1963 гг. — начальник Главного управления бытового обслуживания населения при Совете Министров ТССР.
В 1963—1976 гг. — председатель Ашхабадского горисполкома.
После 1976 года — ответственный работник Совета Министров Туркменской ССР.
Избирался депутатом Верховного Совета Туркменской ССР 4-9-го созывов.
Жил в Ашхабаде.

## Награды
- Орден Трудового Красного Знамени (25.08.1971)
- Орден Знак Почёта (1957, 1965)
- Медаль «За трудовую доблесть» (1960)

## Сочинения
- Караев, Халмурад. Ашхабад — столица Советского Туркменистана [Текст]. — Ашхабад : Туркменистан, 1974. — 73 с. : ил.; 17 см.
- Караев Х. Агропромышленный комплекс Туркменской ССР. — Ашхабад : Туркменистан, 1985. — 27 с.; 20.